# Rekordy Arsenalu F.C.
Ta strona przedstawia rekordy Arsenalu F.C.

## Rekordy piłkarzy

### Występy

#### Najmłodszy
- Najmłodszy zawodnik pierwszego zespołu – Cesc Fàbregas, 16 lat 177 dni (z Rotherham United, Puchar Ligi Angielskiej, 28 października 2003)[1]
- Najmłodszy zawodnik pierwszego zespołu w lidze – Jack Wilshere, 16 lat 256 dni (z Blackburn Rovers, Premier League, 13 września 2008)[1]
- Najmłodszy zawodnik pierwszego zespołu w Europie – Jack Wilshere, 16 lat 329 dni (z Dynamo Kijów, Liga Mistrzów UEFA, 25 listopada 2008)[1]
- Najmłodszy zawodnik pierwszego zespołu w Pucharze Anglii – Jack Wilshere, 17 lat 2 dni (z Plymouth Argyle, 3 stycznia 2009)[1]

#### Najstarszy
- Najstarszy zawodnik pierwszego zespołu – Jock Rutherford, 41 lat 159 dni (z Manchester City, First Division, 20 marca 1926)[1]
- Najstarszy zawodnik pierwszego zespołu w lidze – John Lukić, 39 lat 336 dni (z Derby County, 11 października 2000)[1]
- Najstarszy zawodnik pierwszego zespołu w Europie – John Lukić, 39 lat 311 dni (z S.S. Lazio, Liga Mistrzów UEFA, 17 października 2000)[1]
- Najstarszy debiutant w pierwszym zespole – Ronnie Rooke, 35 lat 7 dni (z Charlton Athletic, First Division, 14 grudnia 1946)

#### Najwięcej występów
Tylko oficjalne mecze są policzone, uwzględniono mecze, w których gracz wszedł jako zmiennik. Liczby w nawiasach oznaczają liczbę bramek danego piłkarza.
| #  | Imię i nazwisko  | Narodowość        | Liga      | Puchar Anglii | Puchar Ligi Angielskiej | Europa  | Tarcza Wspólnoty | Ogólnie   |
| -- | ---------------- | ----------------- | --------- | ------------- | ----------------------- | ------- | ---------------- | --------- |
| 1  | David O’Leary    | Irlandia          | 558 (11)  | 70 (1)        | 70 (2)                  | 21 (0)  | 3 (0)            | 722 (14)  |
| 2  | Tony Adams       | Anglia            | 504 (32)  | 54 (8)        | 59 (5)                  | 48 (3)  | 4 (0)            | 669 (48)  |
| 3  | George Armstrong | Anglia            | 500 (53)  | 60 (10)       | 35 (3)                  | 26 (2)  | 0 (0)            | 621 (68)  |
| 4  | Lee Dixon        | Anglia            | 458 (25)  | 54 (1)        | 45 (0)                  | 57 (2)  | 5 (0)            | 619 (28)  |
| 5  | Nigel Winterburn | Anglia            | 440 (8)   | 47 (0)        | 49 (3)                  | 43 (1)  | 5 (0)            | 584 (12)  |
| 6  | David Seaman     | Anglia            | 405 (0)   | 48 (0)        | 38 (0)                  | 69 (0)  | 4 (0)            | 564 (0)   |
| 7  | Pat Rice         | Irlandia Północna | 397 (12)  | 67 (1)        | 36 (0)                  | 27 (0)  | 1 (0)            | 528 (13)  |
| 8  | Peter Storey     | Anglia            | 391 (9)   | 51 (4)        | 37 (2)                  | 22 (2)  | 0 (0)            | 501 (17)  |
| 9  | John Radford     | Anglia            | 379 (111) | 44 (15)       | 34 (12)                 | 24 (11) | 0 (0)            | 481 (149) |
| 10 | Peter Simpson    | Anglia            | 370 (10)  | 53 (1)        | 33 (3)                  | 21 (1)  | 0 (0)            | 477 (15)  |
| 11 | Bob John         | Walia             | 421 (12)  | 46 (1)        | 0 (0)                   | 0 (0)   | 3 (0)            | 470 (13)  |
| 12 | Graham Rix       | Anglia            | 351 (41)  | 44 (7)        | 47 (2)                  | 21 (1)  | 1 (0)            | 464 (51)  |
| 12 | Ray Parlour      | Anglia            | 339 (22)  | 44 (4)        | 26 (0)                  | 52 (5)  | 5 (1)            | 466 (32)  |
| 14 | Martin Keown     | Anglia            | 332 (4)   | 40 (0)        | 23 (1)                  | 50 (3)  | 4 (0)            | 449 (8)   |
| 15 | Paul Davis       | Anglia            | 351 (30)  | 27 (3)        | 51 (4)                  | 16 (0)  | 2 (0)            | 447 (37)  |
| 16 | Eddie Hapgood    | Anglia            | 393 (2)   | 41 (0)        | 0 (0)                   | 0 (0)   | 6 (0)            | 440 (2)   |
| 17 | Paul Merson      | Anglia            | 327 (78)  | 31 (4)        | 40 (10)                 | 24 (7)  | 3 (0)            | 425 (99)  |
| 18 | Dennis Bergkamp  | Holandia          | 315 (87)  | 39 (14)       | 16 (8)                  | 48 (11) | 5 (0)            | 423 (120) |
| 19 | Patrick Vieira   | Francja           | 279 (29)  | 48 (3)        | 7 (0)                   | 68 (2)  | 4 (0)            | 406 (34)  |
| 20 | Frank McLintock  | Szkocja           | 314 (26)  | 36 (1)        | 34 (4)                  | 19 (1)  | 0 (0)            | 403 (32)  |

- Piłkarz z obecnej kadry mający najwięcej rozegranych meczów – Hector Bellerin, 238 (8), na dzień 12 stycznia 2021 r.
- Najwięcej występów z rzędu – Tom Parker, 172 (3 kwietnia 1926 – 26 grudnia 1929)[1]

### Strzelcy

#### W sezonie
- Najwięcej goli w sezonie – 44, Ted Drake (sezon 1934/35)[2]
- Najwięcej goli w lidze w sezonie – 42, Ted Drake, (sezon 1934/35)[2]
- Najwięcej goli w Premier League w sezonie – 30, Thierry Henry, (sezon 2003/04)[2]

#### W jednym meczu
- Najwięcej goli w jednym meczu – 7, Ted Drake (z Aston Villa, First Division, 14 grudnia 1935)[2]
- Najwięcej goli w jednym meczu (dom) – 5, Jack Lambert (z Sheffield United, First Division, 24 grudnia 1932)[2]
- Najwięcej goli w meczu Puchar Anglii – 4, Cliff Bastin (z Darwen, 9 stycznia 1932) i Ted Drake (z Burnley, 20 lutego 1937)[2]
- Najwięcej goli w meczu Puchar Ligi Angielskiej – 4, Júlio Baptista (z Liverpool, 9 stycznia 2007)[2]
- Najwięcej goli meczu w Europejskich Pucharach – 4, Alan Smith (z Austria Wiedeń, Puchar Europy, 18 września 1991)[2]
- Najszybszy gol – 13 sekund, Alan Sunderland (z Liverpool, Puchar Anglii, 28 kwietnia 1980)

#### Najmłodszy i najstarszy
- Najmłodszy strzelec  – Cesc Fàbregas, 16 lat 212 dni (z Wolverhampton, Puchar Ligi Angielskiej, 2 grudnia 2003)[2]
- Najmłodszy strzelec w lidze – Cesc Fàbregas, 17 lat 113 dni (z Blackburn Rovers, Premier League, 25 sierpnia 2004)[2]
- Najmłodszy strzelec w Pucharze Anglii – Cliff Bastin, 17 lat 303 dni (z Chelsea F.C., 11 stycznia 1930)[2]
- Najmłodszy strzelec w Europejskich Pucharach – Cesc Fàbregas, 17 lat 217 dni (z Rosenborg BK, Liga Mistrzów UEFA, 7 grudnia 2004)[2]
- Najmłodszy zdobywca hat-tricka – John Radford, 17 lat 315 dni (z Wolverhampton, First Division, 2 stycznia 1965)[2]
- Najstarszy strzelec – Jock Rutherford, 39 lat 352 dni (z Sheffield United, First Division, 20 września 1924)

#### Najwięcej bramek
Policzone są tylko oficjalne spotkania. Liczby w nawiasach oznaczają liczbę występów
| #  | Imię i nazwisko | Narodowość | Liga      | Puchar Anglii | Puchar Ligi Angielskiej | Europa  | Tarcza Wspólnoty | Ogólnie   |
| -- | --------------- | ---------- | --------- | ------------- | ----------------------- | ------- | ---------------- | --------- |
| 1  | Thierry Henry   | Francja    | 174 (254) | 7 (24)        | 2 (3)                   | 42 (84) | 1 (4)            | 226 (369) |
| 2  | Ian Wright      | Anglia     | 128 (221) | 12 (16)       | 29 (29)                 | 15 (21) | 1 (1)            | 185 (288) |
| 3  | Cliff Bastin    | Anglia     | 150 (350) | 26 (42)       | 0 (0)                   | 0 (0)   | 2 (4)            | 178 (396) |
| 4  | John Radford    | Anglia     | 111 (379) | 15 (44)       | 12 (34)                 | 11 (24) | 0 (0)            | 149 (481) |
| 5  | Ted Drake       | Anglia     | 124 (168) | 12 (14)       | 0 (0)                   | 0 (0)   | 3 (2)            | 139 (184) |
| 6  | Jimmy Brain     | Anglia     | 125 (204) | 14 (27)       | 0 (0)                   | 0 (0)   | 0 (1)            | 139 (232) |
| 7  | Doug Lishman    | Anglia     | 125 (226) | 10 (17)       | 0 (0)                   | 0 (0)   | 2 (1)            | 137 (244) |
| 8  | Joe Hulme       | Anglia     | 107 (333) | 17 (39)       | 0 (0)                   | 0 (0)   | 1 (2)            | 125 (374) |
| 9  | David Jack      | Anglia     | 113 (181) | 10 (25)       | 0 (0)                   | 0 (0)   | 1 (2)            | 124 (208) |
| 10 | Dennis Bergkamp | Holandia   | 87 (315)  | 14 (39)       | 8 (16)                  | 12 (48) | 0 (5)            | 121 (423) |
| 11 | Reg Lewis       | Anglia     | 103 (154) | 13 (21)       | 0 (0)                   | 0 (0)   | 2 (1)            | 118 (176) |
| 12 | Alan Smith      | Anglia     | 86 (264)  | 6 (26)        | 16 (38)                 | 7 (17)  | 0 (2)            | 115 (347) |
| 13 | Jack Lambert    | Anglia     | 98 (143)  | 11 (16)       | 0 (0)                   | 0 (0)   | 0 (2)            | 109 (161) |
| 14 | Frank Stapleton | Irlandia   | 75 (225)  | 15 (32)       | 14 (27)                 | 4 (15)  | 0 (1)            | 108 (300) |
| 15 | David Herd      | Szkocja    | 97 (166)  | 10 (14)       | 0 (0)                   | 0 (0)   | 0 (0)            | 107 (180) |
| 16 | Joe Baker       | Anglia     | 93 (144)  | 4 (10)        | 0 (0)                   | 3 (2)   | 0 (0)            | 100 (156) |
| 17 | Paul Merson     | Anglia     | 78 (327)  | 4 (31)        | 10 (39)                 | 7 (24)  | 0 (3)            | 99 (425)  |
| 18 | Don Roper       | Anglia     | 88 (297)  | 7 (22)        | 0 (0)                   | 0 (0)   | 0 (2)            | 95 (321)  |
| 19 | Alan Sunderland | Anglia     | 55 (206)  | 16 (34)       | 13 (26)                 | 7 (14)  | 1 (1)            | 92 (281)  |
| 20 | Cliff Holton    | Anglia     | 83 (198)  | 5 (18)        | 0 (0)                   | 0 (0)   | 0 (1)            | 88 (217)  |

### Występy reprezentacyjne
- Pierwszy zawodnik Arsenalu grający w reprezentacji – Caesar Jenkyns (dla Walii, ze Szkocją, 21 marca 1896)
- Pierwszy zawodnik Arsenalu grający w reprezentacji Anglii) – Jimmy Ashcroft (z Irlandią Północną, 17 lutego 1906)
- Najwięcej meczów w reprezentacji w czasie gry w Arsenalu' – Thierry Henry, 81 występów w reprezentacji Francji
- Najwięcej meczów dla Anglii w czasie gry w Arsenalu – Kenny Sansom, 77 występów
- Pierwsi gracze Arsenalu grający na Mistrzostwach Świata – Dave Bowen i Jack Kelsey (dla Walii z Węgrami, 8 czerwca 1958)
- Pierwsi gracze Arsenalu grający dla Anglii na Mistrzostwach Świata – Graham Rix i Kenny Sansom (z Francją, 16 czerwca 1982)
  - Laurie Scott i George Eastham zostali powołani do składu Anglii (na Mistrzostwa Świata 1950, 1962 oraz 1966), jednak na nich nie zagrali.
- Pierwsi gracze Arsenalu grający w finale Mistrzostw Świata – Emmanuel Petit i Patrick Vieira (jako zmiennicy dla Francji z Brazylią, 12 lipca 1998)
- Pierwsi gracze Arsenalu, którzy zdobyli Puchar Świata – Emmanuel Petit i Patrick Vieira (Mistrzostwa Świata 1998)

W roku 2007 George Eastham otrzymał medal za Mistrzostwo Świata 1996, na których nie zagrał. Alan Ball, Thierry Henry, Robert Pirès i Gilberto Silva również zostali Mistrzami Świata ale nie w czasie gry w klubie.
- Pierwsi gracze Arsenalu występujący na Mistrzostwach Europy – Kenny Sansom i Tony Adams dla Anglii oraz Niall Quinn (jako zmiennik) dla Irlandii Północnej w meczu pomiędzy nimi (12 czerwca 1988)
- Pierwsi gracze Arsenalu, którzy zostali Mistrzami Europy – Emmanuel Petit, Patrick Vieira i Thierry Henry (2000)

Cesc Fàbregas w roku 2008 również został Mistrzem Europy. John Jensen, Robert Pirès i Sylvain Wiltord również to osiągnęli ale nie w czasie gry w Arsenalu.

## Klubowe rekordy

### Zwycięstwa
- Najwięcej ligowych zwycięstw w sezonie – 29 w 42 meczach, First Division, sezon 1970/71
- Najmniej ligowych zwycięstw w sezonie – 3 w 38 meczach, First Division, sezon 1912/13

### Porażki
- Najwięcej ligowych porażek w sezonie – 23 w 38 meczach, First Division, sezon 1912/13
- Najmniej ligowych porażek w sezonie – 0 w 38 meczach, Football League First Division, sezon 2003/04

### Gole
- Najwięcej zdobytych ligowych goli w sezonie – 127 w 42 meczach, First Division, sezon 1930/31
- Najmniej zdobytych ligowych goli w sezonie – 26 w 38 meczach, First Division, sezon 1912/13
- Najwięcej straconych ligowych goli w sezonie – 86 w 42 meczach, First Division, sezony 1926/27 i 1927/28
- Najmniej straconych ligowych goli w sezonie – 17 w 38 meczach, Football League First Division, sezon 1998/99

### Punkty
- Najwięcej ligowych punktów w sezonie (2 pkt. za zwycięstwo) – 66 w 42 meczach, First Division, sezon 1930/31
- Najwięcej ligowych punktów w sezonie (3 pkt. za zwycięstwo) – 90 w 38 meczach, Football League First Division, sezon 2003/04
- Najmniej ligowych punktów w sezonie (2 pkt. za zwycięstwo) – 18 w 38 meczach, First Division, sezon 1912/13
- Najmniej ligowych punktów w sezonie (3 pkt. za zwycięstwo) – 51 w 42 meczach, Football League First Division, sezon 1994/95

### Pierwsze
- Pierwszy mecz – z Eastern Wanderers, towarzyski, 11 grudnia 1886 (wygrany 6:0)
- Pierwszy mecz w Pucharze Anglii – z Lyndhurst, 1. runda kwalifikacyjna, 5 października 1889 (wygrany 11-0)
- Pierwszy mecz w Pucharze Anglii (runda zasadnicza) – z Derby County, 1. runda, 17 stycznia 1891 (przegrany 2:1)
- Pierwszy mecz ligowy – z Newcastle United, Second Division, 2 września 1893 (zremisowany 2:2)[4]
- Pierwszy mecz w First Division – z Newcastle United, 3 września 1904 (przegrany 3:0)
- Pierwszy mecz na Highbury – z Leicester Fosse, Second Division, 16 września 1913 (wygrany 2:1)[4]
- Pierwszy mecz w Europejskich Pucharach – z Stævnet (Copenhagen XI), Puchar Miast Targowych, 25 września 1963 (wygrany 7:1)[4]
- Pierwszy mecz w Pucharze Ligi Angielskiej – z Gillingham, 13 września 1966 (zremisowany 1:1)[4]
- Pierwszy mecz na Emirates Stadium – z AFC Ajax, towarzyski, 22 lipca 2006 (wygrany 2:1)[4]

### Najwyższe zwycięstwa

#### Według rozgrywek
- Największe zwycięstwo w lidze – 12:0 (u siebie z Loughborough, Second Division, 12 marca 1900)[5]
- Największe zwycięstwo w Pucharze Anglii – 12:0 (u siebie z Ashford United, 14 października 1893)[5]

Arsenal pokonał Clapton Orient 15:2 w ramach pucharu rozgrywanego w czasie wojny 8 lutego 1941 ale nie został on policzony jako oficjalne spotkanie.
- Największe zwycięstwo w najwyższej klasie rozgrywek – 9:1 (u siebie z Grimsby Town, 28 stycznia 1931)[5]
- Największe zwycięstwo w First Division – 7:0 (dwukrotnie; u siebie z Everton, 11 maja 2005 oraz u siebie z Middlesbrough, 14 stycznia 2006)[5]
- Największe zwycięstwo w Pucharze Ligi – 7:0 (u siebie z Leeds United, 4 września 1979)[5]
- Największe zwycięstwo w europejskich pucharach – 7:0 (dwukrotnie; na wyjeździe ze Standard Liège, Puchar Zdobywców Pucharów, 3 listopada 1993 oraz u siebie ze Slavią Praga, Liga Mistrzów UEFA, 23 października 2007)[5]
- Największe zwycięstwo w dwumeczu – 10:0 (ze Standard Liège, druga runda Pucharu Zdobywców Pucharów 1993/1994)
- Największe zwycięstwo w meczu towarzyskim – 26-1 (u siebie z Paryż XI, 5 grudnia 1904)

#### Według stadionów
- Największe zwycięstwo u siebie – 12:0 (z Loughborough, Second Division, 12 marca 1900 oraz z Ashford United, 14 października 1893)[5]
- Największe zwycięstwo na Highbury – 11:1 (z Darwen, Puchar Anglii, 9 stycznia 1932)[5]
- Największe zwycięstwo na Emirates Stadium – 7:0 (ze Slavią Praga, Liga Mistrzów, 23 października 2007)[5]
- Największe zwycięstwo na wyjeździe – 7:0 (ze Standard Liège, Puchar Zdobywców Pucharów, 3 listopada 1993)[5]

### Największe porażki

#### Według rozgrywek
- Największa ligowa porażka – 0:8 (na wyjeździe z Loughborough, Second Division, 12 grudnia 1896)[5]

Arsenal w tym dniu rozgrywał dwa spotkania; w czasie gdy pierwszy zespół grał z Leyton w Pucharze Anglii rezerwy grały z Loughborough w lidze.
Poza tym Arsenal przegrał 9:0 z Chelsea w czasie wojny w ramach rozgrywek London Combination, jednak spotkanie nie zostało uznane za oficjalne.
- Największa ligowa porażka grając pierwszym zespołem – 2:8 (na wyjeździe z Manchester United, Premiership, 28 sierpnia 2011)
- Największa porażka w Pucharze Anglii – 0:6 (na wyjeździe z Sunderlandem, 21 stycznia 1893; u siebie z Derby County, 28 stycznia 1899 oraz na wyjeździe z West Ham United, 5 stycznia 1946)[5]
- Największa porażka w First Division – 0:7, czterokrotnie, zawsze na wyjeździe (z Blackburn Rovers, 2 października 1909; z West Bromwich Albion, 14 października 1922; z Newcastle United, 3 października 1925; z West Ham United, 7 marca 1927)[5]
- Największa porażka w Football League First Division – 1:6 (na wyjeździe z Manchesterem United, 25 lutego 2001)[5]
- Największa porażka w Pucharze Ligi – 0:5 (u siebie z Chelsea, 11 listopada 1998)[5]
- Największa porażka w pucharach europejskich – 2:5 (u siebie ze Spartakiem Moskwa, Puchar UEFA, 29 września 1982)[5]
- Największa porażka w dwumeczu – 2:10 (z Bayernem Monachium, 1/8 Ligi Mistrzów 2017)

#### Według stadionów
- Największa porażka u siebie – 0:6 (z Derby County, Puchar Anglii, 28 stycznia 1899)[5]
- Największa porażka na Highbury – 0:5, dwukrotnie (z Huddersfield Town, First Division, 14 stycznia 1925 oraz z Chelsea, Puchar Ligi, 11 listopada 1998)[5]
- Największa porażka na Emirates Stadium – 1:5 (z Bayernem Monachium, Liga Mistrzów, 7 marca 2017)
- Największa porażka na wyjeździe – 0:8 (z Loughborough, Second Division, 12 grudnia 1896)[5]

### Największy remis
- Największy remis – 6:6 (na wyjeździe z Leicesterem City, First Division, 21 kwietnia 1930)[5]

### Serie

#### Zwycięstw
- Najwięcej kolejnych zwycięstw (ogólnie) – 14 (12 września – 11 listopada 1987)[6]
- Najwięcej kolejnych zwycięstw w lidze – 14 (10 lutego – 18 sierpnia 2002)[6]

#### Remisów
- Najwięcej kolejnych remisów – 6 (3 marca – 1 kwietnia 1961)[6]

#### Porażek
- Najwięcej kolejnych porażek (łącznie) – 8 (12 lutego – 12 marca 1977)[6]
- Najwięcej kolejnych porażek w lidze – 7 (12 lutego – 12 marca 1977)[6]

#### Bez porażki
- Najwięcej kolejnych meczów bez porażki (ogólnie) – 28 (9 kwietnia 2007 – 24 listopada 2007)[6]
- Najwięcej kolejnych meczów bez porażki w lidze – 49 (7 maja 2003 – 16 października 2004)[6]

### Frekwencje
Uwzględniono tylko oficjalne mecze
- Największa frekwencja na meczu u siebie – 73 707 (z RC Lens, Liga Mistrzów UEFA, 25 listopada 1998) na Wembley, gdzie Arsenal grał mecze Ligi Mistrzów od 1998 do 1999 roku[1]
- Największa frekwencja na Highbury – 73 295 (z Sunderlandem, First Division, 9 marca 1935)[1]
- Najmniejsza frekwencja na Highbury – 4 554 (z Leeds United, First Division, 5 maja 1966)[1]
- Największa frekwencja na Emirates Stadium – 60 161 (z Manchesterem United, FA Football League First Division, 3 listopada 2007)[1]
- Najmniejsza frekwencja na Emirates Stadium – 53 136 (z Tottenhamem Hotspur, League Cup, 9 stycznia 2008)

## Rekordy krajowe
Arsenal posiada kilka rekordów krajowych:
- Najwięcej kolejnych sezonów w najwyższej klasie rozgrywkowej) – 90 (od roku 1919, liga nie była jednak rozgrywana od 1939 do 1946 roku z powodu wojny
- Najwięcej kolejnych meczów bez porażki w najwyższej klasie rozgrywek – 49 (7 maja 2003 – 16 października 2004)
  - W tym sezon 2004/2004, w którym Arsenal był niepokonany przez 38 meczów
- Najwięcej meczów bez porażki na wyjeździe w Anglii – 27 (5 kwietnia 2003 – 25 września 2004)
- Najwięcej meczów ligowych z przynajmniej jedną bramką – 55 (19 maja 2001 – 30 listopada 2002)
- Najwięcej meczów z przynajmniej jedną bramkę na wyjeździe – 27 (19 maja 2001 – 23 listopada 2002)
- Najwięcej zwycięstw z rzędu na wyjeździe w jednym sezonie Premier League – 8 (23 stycznia 2002 – 8 maja 2002)
- Najwięcej graczy reprezentacji Anglii w wyjściowym składzie – 7 (14 listopada 1934, z Włochami)
- Najmłodszy zawodnik grający dla Anglii – Theo Walcott, 17 lat 75 dni (30 maja 2006, z Węgrami)
- Najwyższa frekwencja na meczu ligowym – 83 260 (z Manchesterem United, na Maine Road, First Division, 17 stycznia 1948)

## Rekordy europejskie
Arsenal posiada kilka rekordów europejskich:
- Pierwszy brytyjski klub, który pokonał Real Madryt na Bernabéu – 1:0 (pierwszy mecz drugiej rundy Ligi Mistrzów, 21 lutego 2006)
- Pierwszy i jedyny brytyjski zespół, który pokonał AC Milan na San Siro – 2:0 (drugi mecz drugiej rundy Ligi Mistrzów, 4 marca 2008)
- Pierwszy i jedyny brytyjski zespół, który pokonał obydwa kluby z Mediolanu, Inter Mediolan i AC Milan na San Siro – 5:1 (faza grupowa Ligi Mistrzów, 25 listopada 2003), 2:0 (drugie spotkanie drugiej rundy Ligi Mistrzów, 4 marca 2008)
- Najwięcej meczów w Lidze Mistrzów bez straty gola z rzędu – 10 (od 18 października 2005 do 26 kwietnia 2006)
- Pierwszy londyński klub grający w finale Ligi Mistrzów – 2006
- Arsenal jest uważany za pierwszy klub w historii Ligi Mistrzów, który w trakcie meczu na boisku miał 11 graczy różnych narodowości – 2:1 z Hamburger SV, 13 września 2006. Po 28. minucie meczu, kiedy to zszedł Kolo Touré na boisku było tacy gracze:

Jens Lehmann (Niemcy), Emmanuel Eboué (Wybrzeże Kości Słoniowej), Johan Djourou (Szwajcaria), Justin Hoyte (Anglia), William Gallas (Francja), Tomáš Rosický (Czechy), Gilberto Silva (Brazylia), Cesc Fàbregas (Hiszpania), Alaksandr Hleb (Białoruś), Emmanuel Adebayor (Togo), Robin van Persie (Holandia)